# Estação Dmitrovskaia
Dmitrovskaia (em russo:  Дмитровская) é uma das estações da linha Serpukhovsko-Timiriasevskaia (Linha 9) do Metro de Moscovo, na Rússia. Estação «Dmitrovskaia» está localizada entre as estações «Saviolovskaia» e «Timiriasevskaia».